# Dunavecse
Dunavecse este un oraș în districtul Kunszentmiklós, județul Bács-Kiskun, Ungaria, având o populație de 3.932 de locuitori (2011). 

## Demografie
Componența etnică a orașului Dunavecse
     Maghiari (94,86%)
     Romi (2,4%)
     Necunoscut (0,9%)
     Alții (1,85%)
Componența confesională a orașului Dunavecse
     Romano-catolici (29,6%)
     Reformați (24,82%)
     Fără religie (21,08%)
     Luterani (1,35%)
     Necunoscută (22,23%)
     Alte religii (6,71%)
Conform recensământului din 2011, orașul Dunavecse avea 3.932 de locuitori. Din punct de vedere etnic, majoritatea locuitorilor (94,86%) erau maghiari, cu o minoritate de romi (2,4%). Apartenența etnică nu este cunoscută în cazul a 0,9% din locuitori. Nu există o religie majoritară, locuitorii fiind romano-catolici (29,6%), reformați (24,82%), persoane fără religie (21,08%) și luterani (1,35%). Pentru 22,23% din locuitori nu este cunoscută apartenența confesională.